# UTC Open 2007
L'UTC Open 2007 è stato un torneo di tennis facente parte della categoria ATP Challenger Series nell'ambito dell'ATP Challenger Series 2007. Il torneo si è giocato a Čerkasy in Ucraina dal 27 agosto 2007 su campi in terra rossa.

## Vincitori

### Singolare
Boris Pašanski ha battuto in finale  Santiago Ventura con il punteggio di 7–5, 7–6(7)

### Doppio
Daniel Muñoz de la Nava /  Santiago Ventura hanno battuto in finale  Serhij Bubka /  Aleksandr Kudrjavcev con il punteggio di 6–2, 7–6(4)